# Idioma lipán
El lipán (autoglotónimo: ndé miizaa) o apache lipán es una lengua atabascana de la familia lingüística na-dené hablada históricamente por el pueblo lipán (łepai ndé) en el norte de México, principalmente en los estados de Chihuahua y Coahuila y en una región fronteriza de Estados Unidos en el estado de Nuevo México. Está estrechamente relacionado con el idioma jicarilla.

## Historia
En 1982 se reportó la existencia de dos hablantes de este idioma en la Reserva Apache Mescalero (Nuevo México). El territorio donde se habló lipán abarcaba sectores de Nuevo México y Texas (Estados Unidos).
El 22 de marzo de 2023 se pronunció un discurso en ndé miizaa en la tribuna de la Cámara de Diputados.
El 21 de julio de 2023 se presentó y validó oficialmente el alfabeto de la lengua ndé miizaa por parte del Instituto Nacional de Lenguas Indígenas en el Salón de Actos de Casas Grandes, Chihuahua.

## Alfabeto
El nombre oficial del alfabeto de la lengua ndé publicado por el Instituto Nacional de Lenguas Indígenas es Bíí ik'e'da'iilchíí ndé miizaa.
| Mayúscula | Minúscula |
| B         | b         |
| C         | c         |
| CH        | ch        |
| D         | d         |
| DL        | dl        |
| 'DŁ       | 'dł       |
| DZ        | dz        |
| F         | f         |
| G         | g         |
| GH        | gh        |
| GT        | gt        |
| GW        | gw        |
| H         | h         |
| HW        | hw        |
| J         | j         |
| K         | k         |
| K'        | k'        |
| KW        | kw        |
| L         | l         |
| Ł         | ł         |
| M         | m         |
| N         | n         |
| P         | p         |
| R         | r         |
| S         | s         |
| SH        | sh        |
| T         | t         |
| T         | t'        |
| TŁ        | tł        |
| TŁ'       | tł'       |
| TS        | ts        |
| TS'       | ts'       |
| W         | w         |
| Y         | y         |
| Z         | z         |
| ZH        | zh        |

| A / a   | E / e   | I / i   | O / o   | U / u   |
| AA / aa | EE / ee | II / ii | OO / oo | UU / uu |
| Ą / ą   | Ę / ę   | Į / į   | Ǫ / ǫ   | Ų / ų   |
| ĄĄ / ąą | ĘĘ / ęę | ĮĮ / įį | ǪǪ / ǫǫ | ŲŲ / ųų |
| Á / á   | É / é   | Í / í   | Ó / ó   | Ú / ú   |
| ÁÁ / áá | ÉÉ / éé | ÍÍ / íí | ÓÓ / óó | ÚÚ / úú |
| ÁA / áa | ÉE / ée | ÍI / íi | ÓO / óo | ÚU / úu |

## Toponimia
Los lipanes conservan nombres toponímicos propios en ndé miizaa para nombrar lugares importantes dentro de su historia y cultura que son parte del ndé bikéyaa (tierra ndé):
| México             | Mehigu                       |
| Chihuahua (ciudad) | Ją’éłąyá                     |
| Ciudad Juárez      | Tsé Tahu’aya / Yaa tu enéé   |
| Coahuila           | Nacika                       |
| Sierra Madre       | Dziłdootł’izh / Dziłdatł’ish |